# Drávatamási
Drávatamási es un pueblo ubicado en el distrito de Barcs, en el condado de Somogy, Hungría.

## Superficie
Posee una superficie de 84,50 kilómetros cuadrados.

## Demografía
Hasta 2019 la población era de 372 habitantes, con una densidad de población de 44,02 habitantes por kilómetro cuadrado.